# Françoise Spira
Françoise Spira, seudónimo de Françoise Parel (París, 7 de diciembre de 1928-Neauphle-le-Château, 4 de enero de 1965) fue una actriz y directora teatral francesa.
Spira comenzó su carrera teatral en el Festival de Aviñón, donde la dirigió Jean Vilar. Vilar la incorporaría posteriormente a la compañía del Teatro Nacional Popular. En esta interpretaría el papel de Jimena en Le Cid, de Corneille.
En el Teatro Hébertot fue elogiada por su actuación en Miracle en Alabama, de Gibson.
Asumió la dirección del Théâtre Vivant, esforzándose en representar un repertorio más cosmopolita, como Lulú, de Wedekind; La Bête dans la Jungle, adaptación de una obra de Henry James; o El Vicario, de Rolf Hochhuth.
También intervino en algunas películas, entre ellas Zwei Mütter y El año pasado en Marienbad, y series de televisión.